# Time to Run
Pour plus de détails, voir Fiche technique et Distribution.
Time to Run est un film américain réalisé par James F. Collier, sorti en 1973.

## Fiche technique
- Titre original : Time to Run
- Réalisation : James F. Collier
- Scénario : Allan Sloane (screenplay)
- Décors : Dale Hennesy
- Costumes : Arnie Lipin[1] (wardrobe)
- Photographie : Charles Rosher Jr.[2]
- Montage : Dolph Rudeen[3]
- Musique : Tedd Smith
- Production déléguée : Frank R. Jacobson
- Société(s) de production : World Wide Pictures
- Société(s) de distribution : Worldwide Entertainment
- Pays d'origine : États-Unis
- Année : 1973
- Langue originale : anglais
- Format : couleur – 35 mm – mono
- Genre : drame
- Durée : 97 minutes
- Dates de sortie : 
  -  États-Unis : 24 janvier 1973

## Distribution
- Ed Nelson : Warren
- Randall Carver : ...
- Barbara Sigel : ...
- Joan Winmill Brown : ...
- Gordon Rigsby : ...
- Alvy Moore : ...
- Randy Bullock : Street Preacher
- David Hayward : ...
- Florence Lake : ...
- Ricky Kelman : ...

## Distinction

### Nomination
- Golden Globes 1974 :
  - Golden Globe de la révélation féminine de l'année pour Barbara Sigel